# Fiderd Vis
Fiderd Vis (né le 29 mars 1981) est un judoka arubais. Il a participé aux Jeux olympiques d'été de 2008 à Pékin dans la catégorie des - de 81 kg. Il était le porte-drapeau d'Aruba durant la cérémonie d'ouverture.

## Jeux olympiques de Pékin 2008
Vis a participé aux Jeux olympiques de Pékin de 2008 et fut le porte-drapeau de son pays. Il a participé à l'épreuve des - de 81 kg au judo. Il a été éliminé dès son premier match par le chinois Guo Lei par ippon.